# Mariëndaal (landgoed)
Mariëndaal is een historische buitenplaats gelegen tussen Oosterbeek en Arnhem. Het behoort grotendeels tot de gemeente Arnhem; het westelijk deel (met het hoofdgebouw) ligt in de gemeente Renkum. Het landgoed wordt doorkruist door de spoorlijn Utrecht − Arnhem. In het noorden en westen wordt Mariëndaal begrensd door de Schelmseweg. De akkers ten zuiden van de spoorlijn en de Utrechtseweg, tot aan de Prins Bernhardweg, behoren ook tot het landgoed.
Mariëndaal is, net als Warnsborn, Lichtenbeek en Boschveld en Westerheide een van de landgoederen die zijn ontstaan vanuit de voormalige gronden van het augustijnenklooster Mariënborn. Deze landgoederen zijn eigendom van de stichting Het Gelders landschap & Kasteelen (GLK), Mariëndaal is dat sinds 1936.

## Geschiedenis
Mariëndaal bevindt zich op de zuidelijke helling van de Veluwse stuwwal ten noordwesten van Arnhem. Het landschap heeft grote hoogteverschillen en omvat een groen coulisselandschap. In het gebied ontspringt de Klingelbeek of Slijpbeek. Deze beek stroomt af in zuidelijke richting. Het mondt via de Rosandepolder uit in de Nederrijn. Het dal van de Slijpbeek is door erosie uit de stuwwal geslepen. 
In het hoger gelegen deel van het dal stelde Wijnand van Arnhem grond ter beschikking waarop in 1392 het Augustijnenklooster Domus Fontis Beatae Mariae werd gesticht. In het Nederlands heette dit klooster eerst Mariënborn en later Mariëndaal. Dit klooster behoorde tot de stroming van de Moderne Devotie, een beweging die streefde naar terugkeer tot het Vroege Christendom. In 1580, tijdens de reformatie, werd dit klooster opgeheven om tussen 1587 en 1607 te worden gesloopt. De stenen van het klooster zijn hergebruikt om de lanen in het landgoed te verharden en in diverse bouwwerken in Arnhem. Van het klooster zijn alleen nog grafzerken over. Er staat er een bovenaan de Middellaan opgesteld als 'stenen tafel´.

## Landhuis en andere bouwwerken

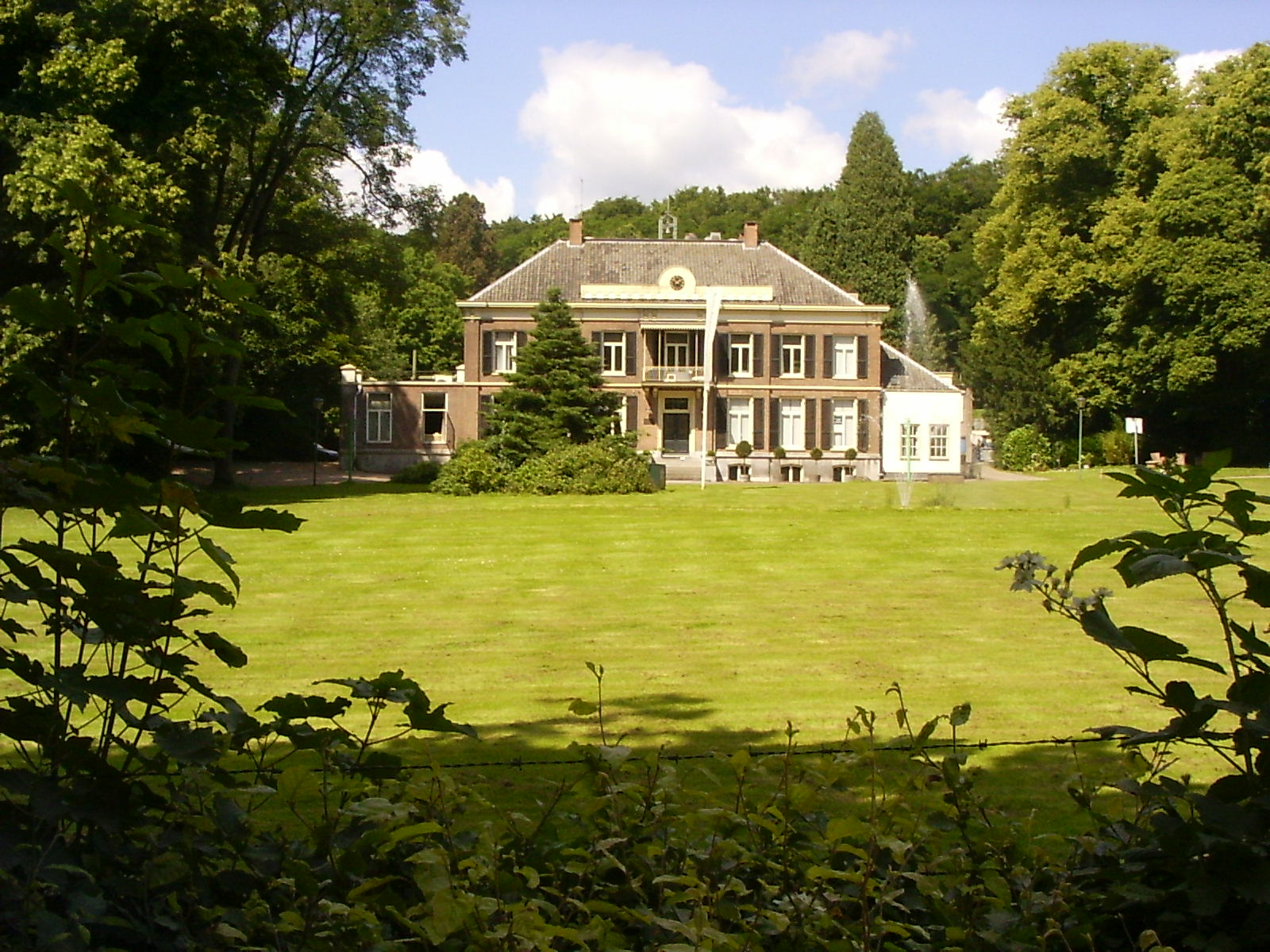
Hoofdgebouw Mariëndaal(1857)

Het hoofdgebouw, gelegen aan Mariëndaal 8 te Oosterbeek is in ca. 1735 gebouwd door Johan Brantsen en in 1791 door vererving in eigendom gekomen van burgemeester mr. J.N. van Eck. In 1857 is het gebouw ingrijpend verbouwd en vergroot tot het huidige landhuis. Het oude interieur is verloren gegaan. Sinds 1936 is het landhuis en landgoed in bezit van Geldersch Landschap & Kasteelen en in erfpacht uitgegeven.
Het hoofdgebouw met aangebouwde dienstwoning als  onderdeel van de historische buitenplaats 'Mariëndaal' is van algemeen belang:
- als voorbeeld van een in hoofdvorm bewaard gebleven vroeg 19de-eeuws woonhuis met een goed bewaard gebleven oorspronkelijk uurwerk uit 1884;
- als een bijzondere uitdrukking van een ontwikkeling in de (bewonings)geschiedenis van de voormalige buitenplaats;
- vanwege de situationele waarde ten opzichte van de omringende onderdelen van de buitenplaats en vanwege de ligging in een kom te midden van het aan drie zijden omliggende heuvelachtige terrein;
- als uitgangspunt en middelpunt van de parkaanleg van Mariëndaal;
- vanwege de ensemblewaard in relatie met de overige onderdelen van de historische buitenplaats Mariëndaal.

Het pand maakt onderdeel uit van Rijksmonumentencomplex 527527. Dit complex omvat naast het hoofdgebouw nog 16 onderdelen. Ook boerderij Diependal, die tegenwoordig in gebruik is als theehuis annex zorgboerderij Klein Mariëndaal, maakt hier onderdeel van uit. Deze boerderij is gebouwd in de tweede helft van de 19de eeuw. Drie onderdelen van het complex, een theekoepel, een dienstwoning en een tweetal toegangskolommen zijn gelegen aan de andere zijde van de Schelmseweg op het tegenwoordige landgoed  Boschveld. 
| Object                                                             | RM nummer | Afbeelding |
| ------------------------------------------------------------------ | --------- | ---------- |
| Oranjerie met moestuinmuren (1861)                                 | 527528    |            |
| IJskelder (tweede helft 19e eeuw)                                  | 527529    |            |
| Boerderij Loobergen met tussenlid en aangebouwde schuur (ca. 1858) | 527530    |            |
| Bakhuisje met waterpomp                                            | 527531    |            |
| Dubbele dienstwoning (1863)                                        | 527536    |            |
| Spoorwegviaduct (1845)                                             | 527538    |            |
| Twee tuinvazen (2de helft 19de eeuw)                               | 527539    |            |
| Twee toegangskolommen                                              | 527540    |            |
| Bruggetje (2de helft 19de eeuw)                                    | 527542    |            |
| Veldkapel ´Christuskoepel´ (1939)                                  | 527544    |            |

## Historische tuin en parkaanleg
Ook de historische tuin en parkaanleg maakt onderdeel uit van het rijksmonumentencomplex Mariëndaal(527524). Het park is van belang: 
- als representatief voorbeeld van een 19de-eeuwse landschappelijke parkaanleg met een gaaf bewaarde 18de-eeuwse formele hoofdstructuur, die in de loop der tijd werd uitgebreid en verder ontwikkeld;
- vanwege de romantische en functionele onderdelen als watervalletjes, vijverkommen en duiker;
- vanwege het belang van de aanleg voor de geschiedenis van de tuin- en landschaps-architectuur;
- vanwege de ensemblewaarde in relatie met de overige onderdelen van de historische buitenplaats 'Mariëndaal'.

Een bijzonder in het oog springend object is de Groene bedstee. Een fraaie berceau van beuk die in 1856 op dit park in Engelse landschapsstijl werd aangelegd. De berceau heeft een totale lengte van ruim 300 m en werd vroeger door de dames van het landgoed gebruikt. Hier konden zij hun wandelingetje maken in de schaduw van het bladerdak, waardoor hun huid mooi blank bleef. Dat was destijds een teken van welvaart. Midden in de bedstee, op de kruising, staat bij een bankje een lindeboom. Deze boom staat symbool voor de liefde. In de berceau nestelen vogels als winterkoning en fitis. Andere vogels op het landgoed zijn de ijsvogel en de grote gele kwikstaart, ze zijn te vinden bij de sprengen en de beken. In de oude bossen en langs de weilanden wordt de groene specht aangetroffen. De beukenlanen tussen de weilanden dateren uit de periode 1820 - 1840. 
De das is een vaste bewoner van Mariëndaal. Het dier heeft een burcht in het bos en zoekt voedsel op de landbouwgronden in de buurt. Onder de Amsterdamseweg liggen ecotunnels voor een veilige passage. De oude holle bomen op het landgoed worden bewoond door boommarters. Ook vleermuizen maken er gebruik van. Op het landgoed bevindt zich ook een oude ijskelder. De kelder wordt niet meer gebruikt voor ijs, de temperatuur komt in de winter niet onder het vriespunt. Dat maakt het tot een goede overwinteringsplek voor vleermuizen.

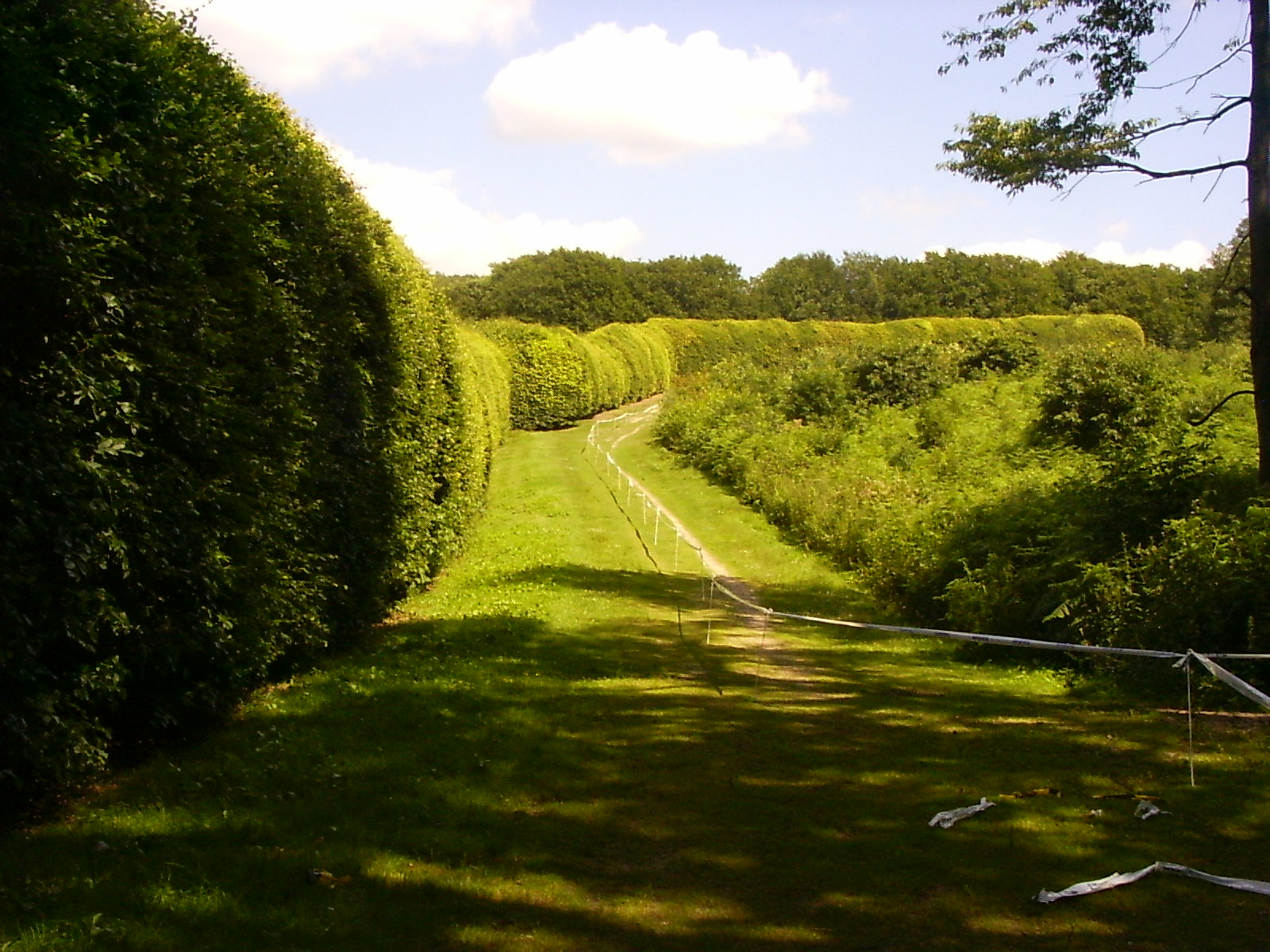
Groene Bedstee
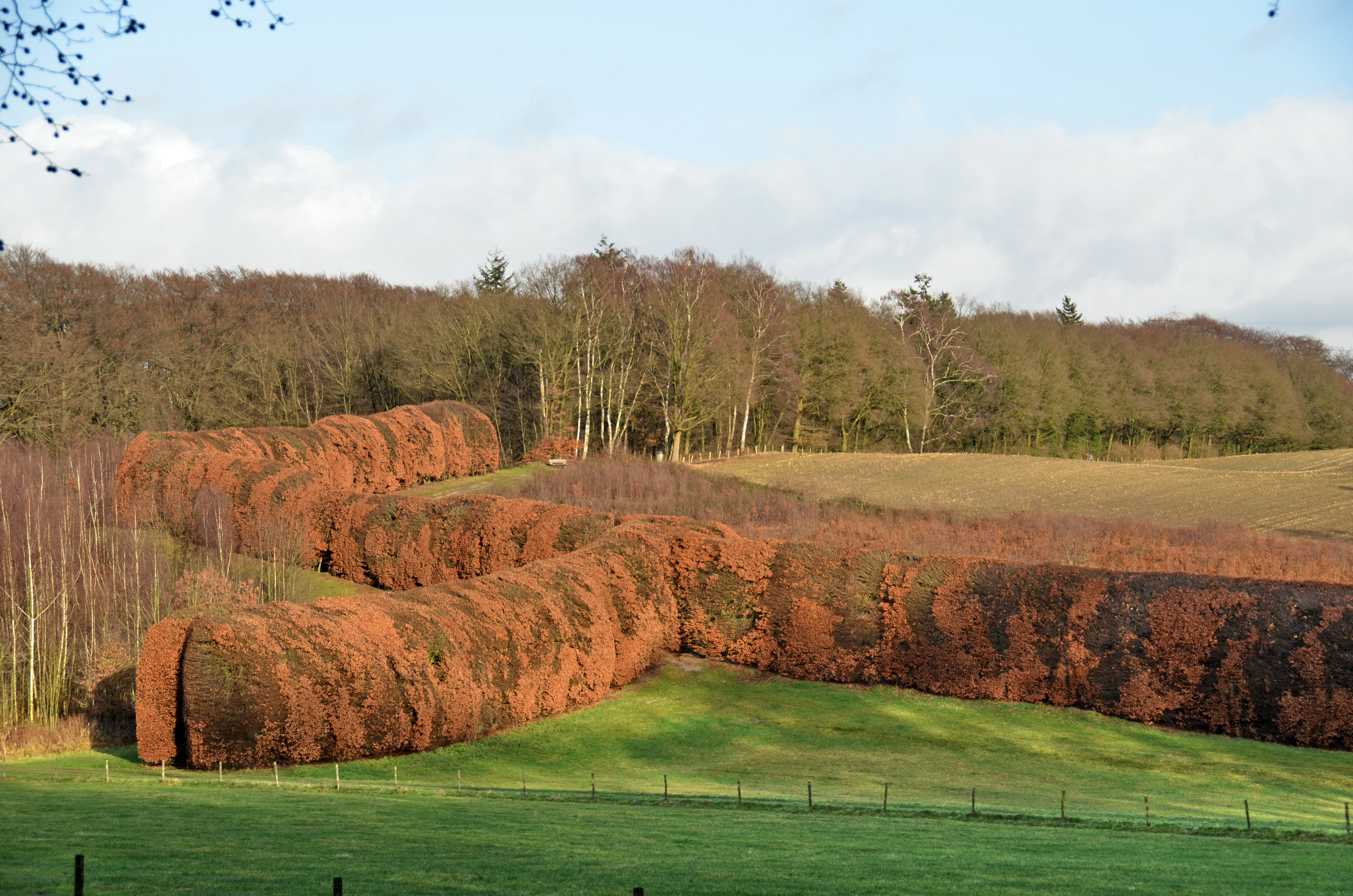
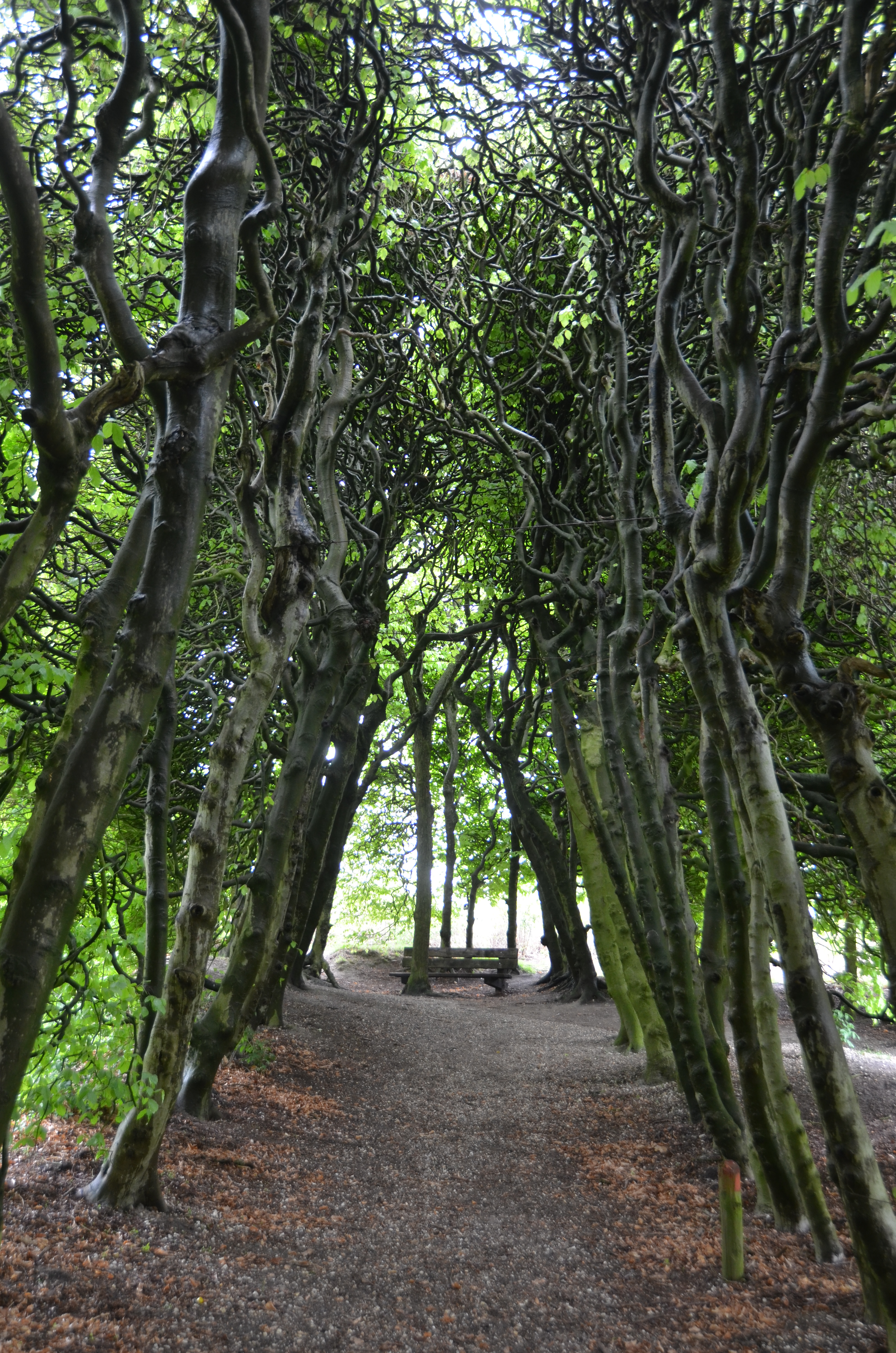